# Berliner Elektromobilfabrik
Die Berliner Elektromobilfabrik G. m. b. H. war ein Automobilhersteller, der in Berlin-Charlottenburg in der Windscheidstraße 23 ansässig war. Von 1907 bis 1913 baute man dort unter dem Namen B. E. F. dreirädrige Elektromobile.

## Beschreibung
Victor Harborn hatte 1906 ein Fahrzeug entwickelt und 1907 auf einer Automobilausstellung in Berlin präsentiert. Kurz danach wechselte er zu BEF.P Harborn verließ 1910 das Unternehmen und ging zu Gebhardt & Harhorn. BEF durfte das eingeführte Modell nur noch bis 1913 herstellen und vertreiben.
Die Wagen hatten ein stabiles Chassis aus Stahlprofilen und zwei oder vier Sitzplätze. Das vordere Einzelrad wurde von einem Elektromotor mit 2,5 Kilowatt Leistung angetrieben, der mit senkrechter Welle eingebaut war. Der Fahrer dirigierte es mit einem Lenkstock. Die Hinterräder waren mit halbelliptischen Blattfedern versehen. Es gab offene und geschlossene Aufbauten, darunter auch Landaulet und Kastenwagen.
Eine andere Quelle nennt verschiedene Motoren. Der schwächste leistete 1,5 PS und die stärkeren 2, 4 und 5 PS.